# Sonatación

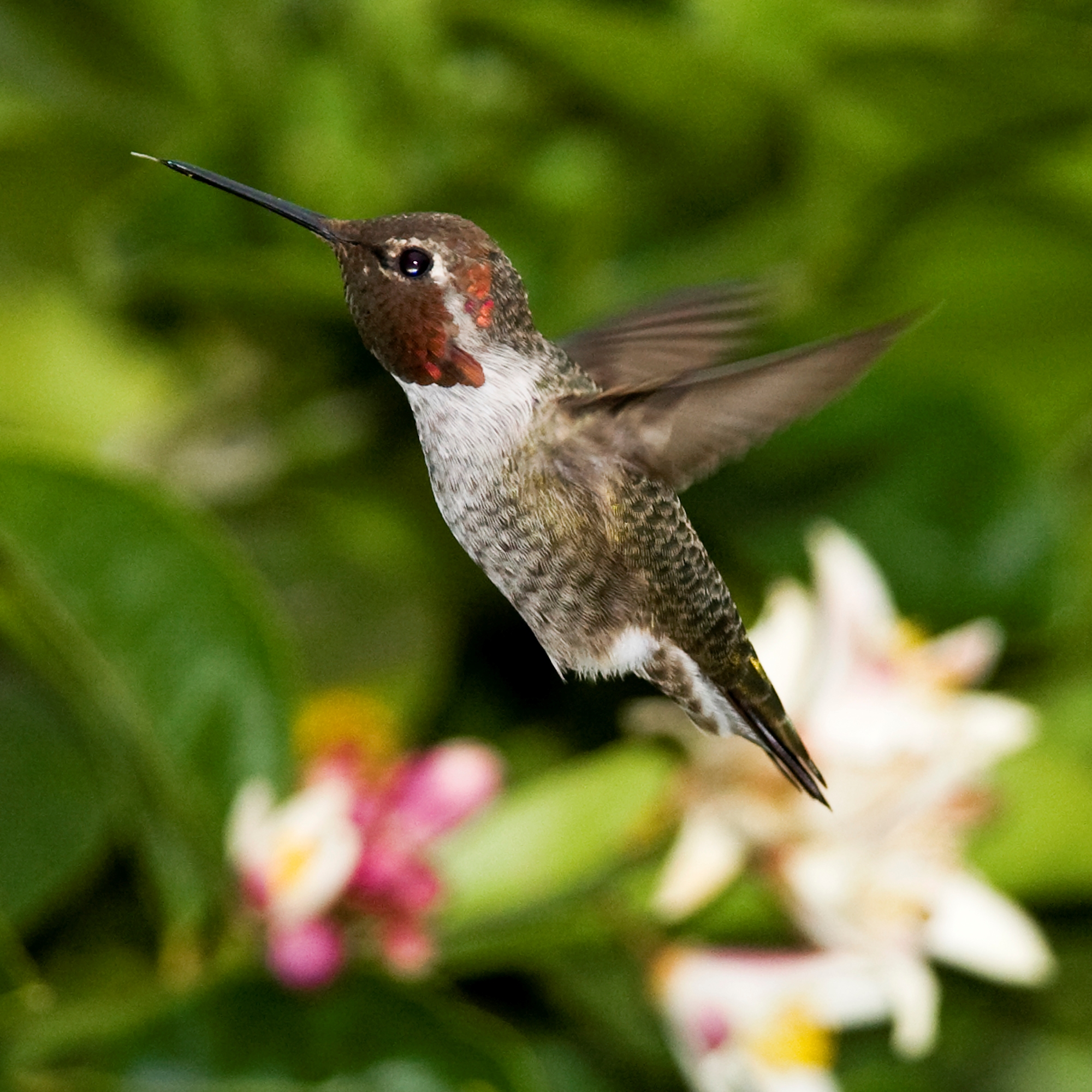
Colibrí de Ana

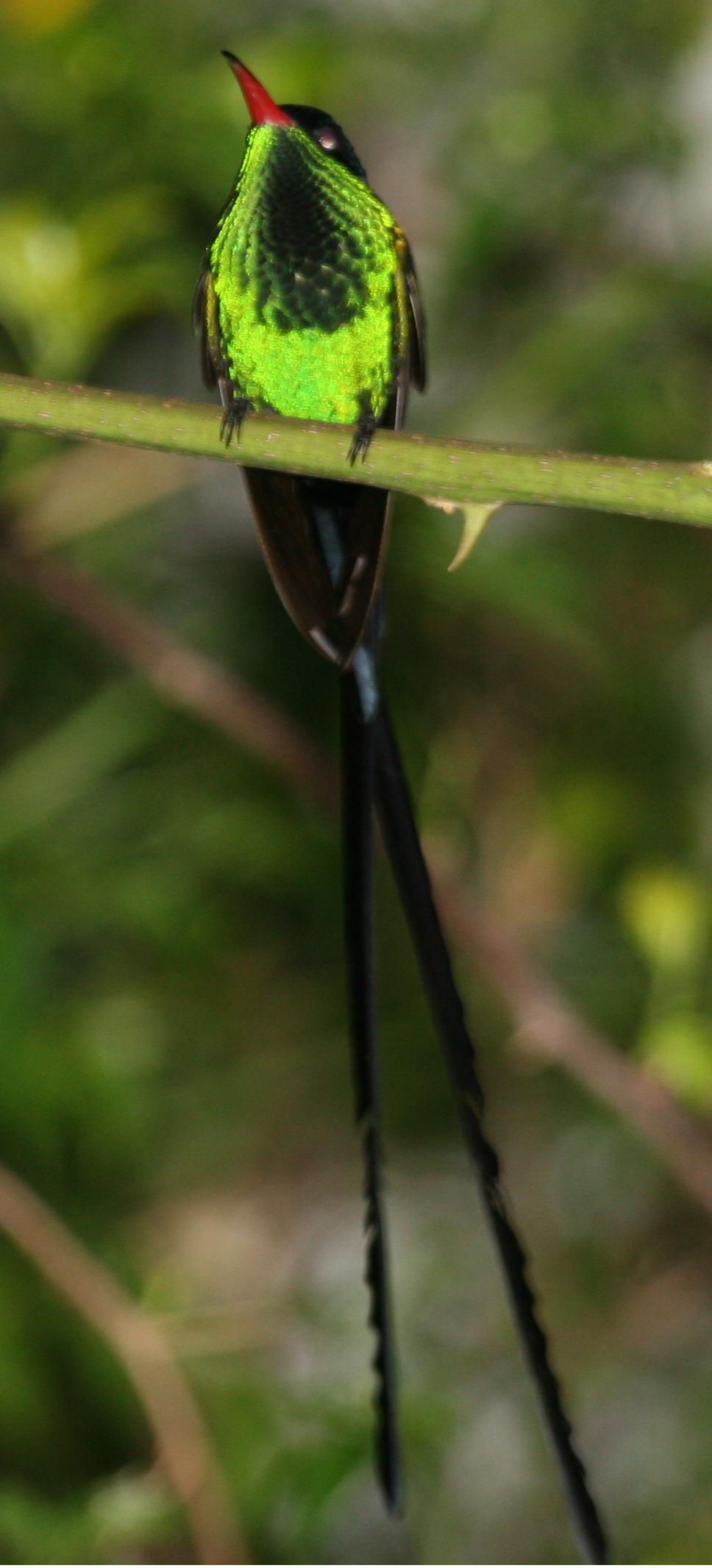
Colibrí portacintas piquirrojo

La sonatación es el sonido que producen las aves mediante mecanismos independientes de la siringe. El término sonata se define como la producción deliberada de sonidos no vocales sino con estructuras como el pico, las alas, la cola, los pies y las plumas del cuerpo o mediante el uso de herramientas.
Los ejemplos incluyen el sonido tonal que producen las plumas de la cola del colibrí de Ana (Calypte anna), el tamborileo de las plumas de la cola de la agachadiza africana y la agachadiza común, el crotorar de las cigüeñas o el tamborileo territorial intencionado de los pájaros carpinteros y algunos integrantes de la familia de los loros, como las cacatúas de palma que percuten los árboles huecos con ramas rotas. La danza de cortejo de la alondra (Mirafra apiata) incluye una subida empinada con traqueteo de alas. 
La lechuza común produce un siseo cuando está molesta o se siente amenazada. Los otídidos, que incluyen a las avutardas y los sifones, realizan en sus cortejos algunas sacudidas con sus patas. Los estudios describen, cuando menos, cuatro sonataciones en dos géneros pípridos, a saber, Manacus y Pipra: batidos de ala contra ala realizados por encima de la espalda, batidos de ala contra cuerpo, batidos de ala en el aire y aleteos de ala contra cola. Un cortometraje de saltarines alitorcidos machos (Machaeropterus deliciosus) los muestra en generando armónicos sostenidos con sus plumas secundarias que vibran. Este mecanismo es el equivalente aviar de la estridulación de artrópodos.
El colibrí portacintas piquirrojo (Trochilus polytmus) macho adulto tiene dos largas rectrices como cola, que no producen el zumbido característico de su vuelo. La evidencia, por su parte, sugiere que son las alas: el zumbido se sincroniza con los el aleteo y las videograbaciones demuestran que la pluma principal ocho (P8) se dobla con cada descenso, creando un espacio generador del sonido del aleteo.